# فرودگاه گرند رپیدز
فرودگاه گرند رپیدز (به انگلیسی: Grand Rapids Airport) یک فرودگاه خصوصی است که یک باند فرود شن دارد و طول باند آن ۹۵۱ متر است. این فرودگاه در کشور کانادا قرار دارد و در ارتفاع ۲۶۲ متری از سطح دریا واقع شده‌است.